# Strojewo (obwód wołogodzki)
Strojewo (ros. Строево) – wieś w Rosji, w rejonie grazowieckim obwódu wołogodzkiego. W 2002 liczyła 27 mieszkańców, z kolei w 2010 populacja miejscowości wynosiła 22 osoby.